# آر إم سوذبيز
آر إم سوذبيز هي شركة مزادات متخصصة في بيع السيارات الكلاسيكية ومقرها في بلينهايم، أونتاريو، كندا، وتمتلك مكاتب في الولايات المتحدة وأوروبا والشرق الأوسط. تتخصص الشركة في بيع السيارات الكلاسيكية، والتاريخية، والرياضية، والنادرة، وهي مسؤولة عن بيع سبعة من أغلى عشرة سيارات بيعت في مزاد على الإطلاق.

## التاريخ

### الشركة
بدأت آر إم سوذبيز، المعروفة سابقًا باسم RM Auctions، كمتجر صغير لترميم السيارات تحت اسم RM Auto Restoration عام 1976، أسسه روب مايرز في تشاتام-كنت، أونتاريو، وركز على السيارات الكلاسيكية السابقة للحرب العالمية.{ في عام 1991، تم تأسيس RM Auctions، التي عقدت أول مزاد لها في تورونتو عام 1992. تلا ذلك أول مزاد سنوي في مونتيري، كاليفورنيا عام 1997، ومزاد جزيرة أميليا عام 1999، ومزاد أريزونا عام 2000.
في عام 2006، توسعت الشركة دوليًا لأول مرة، وأسست فرعًا في لندن، إنجلترا، ونظمت أول مزاد أوروبي لها عام 2007 في مصنع فيراري في مارانيلو، إيطاليا. لاحقًا من نفس العام، نظمت الشركة مزادها الثاني في لندن بالتعاون مع سوذبيز، وأصبح المزاد حدثًا سنويًا.
في عام 2023، وسّعت آر إم سوذبيز نطاقها العالمي بإطلاق عمليات رسمية في دبي.

### مبيعات بارزة
في عام 2022، حققت الشركة رقمًا قياسيًا لأعلى حصيلة مزاد لسيارات كلاسيكية في التاريخ خلال مزاد مونتيري، حيث بلغ إجمالي المبيعات 239,258,340 دولارًا. وخلال المزاد ذاته، باعت الشركة أغلى بورشه جديدة في العالم: سيارة بورشه 911 كاريرا 2022 المعروفة باسم \"سالي\" مقابل 3.6 مليون دولار. صُممت \"سالي\" بالتعاون بين بورشه واستوديو بيكسار، وهي مستوحاة من شخصية بنفس الاسم في فيلم الرسوم المتحركة Cars.
كما سجلت الشركة في نفس العام رقمًا قياسيًا عالميًا لأغلى سيارة فورمولا 1 تُباع في مزاد، من خلال بيع سيارة مايكل شوماخر \"فيراري F2003-GA\" في مزاد سوذبيز خلال أسبوع الرفاهية في جنيف، بمبلغ 14,630,000 فرنك سويسري.

## الوصف الحالي
لا يزال روب مايرز، المؤسس الأصلي، يشغل منصب الرئيس التنفيذي للشركة.